# Shang Wen Ding
Wen Wu Ding o Wen Ding (文丁S), nome personale Zi Tuo (子瞿S) (... – 1102 a.C.) è stato un sovrano cinese della Dinastia Shang che regnò dal 1112 a.C. fino alla morte. Secondo gli Annali di Bambù, scelse come sua capitale Yin (殷S) oppure Zimou.